# Pluriel
Dans de nombreuses langues, le pluriel est la représentation de l'une des valeurs de la catégorie grammaticale d'un nombre. La forme plurielle des substantifs désigne, de manière générale, une quantité supérieure à la quantité par défaut représentée par un substantif et qui est généralement égale à un (la forme qui représente la quantité par défaut s’appelle le singulier). Par conséquent, on utilise le plus souvent le pluriel pour désigner une quantité égale ou supérieure à deux. Cependant, il peut également désigner des quantités fractionnaires, nulles ou négatives. Un exemple de pluriel en français : le mot « chats », qui correspond au singulier de « chat ».
Il est fréquent que certains mots appartenant à d’autres catégories, comme les verbes, les adjectifs et les pronoms, possèdent également des formes plurielles distinctes, qu’on accorde avec le nombre du nom qui leur est associé.
Certaines langues présentent également une sous-catégorie qu’on appelle duel (qui signale que les éléments en question vont par deux) ou d’autres systèmes de catégories du nombre. Cependant, en français et dans la plupart des autres langues, le singulier et le pluriel sont les deux seuls nombres grammaticaux, à l’exception d’anciens duels, comme le terme fautif un ciseaux pour désigner une paire de ciseaux.

## Le pluriel dans des systèmes de nombres grammaticaux
Dans de nombreuses langues, il existe des duels, qui indiquent deux objets. On trouve également d’autres catégories de nombres grammaticaux dans diverses langues, telles que le triel (qui désigne trois objets) ou le paucal (qui désigne un nombre imprécis mais faible). Dans ces langues, on utilise le pluriel pour indiquer des nombres plus élevés que le duel, le triel ou le paucal. Cependant, il est très rare de trouver des nombres autres que singulier, pluriel et (dans une moindre mesure) duel. Les langues qui utilisent des classificateurs numériques, comme le chinois et le japonais, ne présentent aucun nombre grammatical, bien qu’elles puissent disposer de pronoms personnels pluriel.
Certaines langues (comme le mele-fila) font une différence entre le pluriel et le double pluriel. Le double pluriel fait référence à un nombre anormalement élevé de l’objet en question. Il est également important de souligner que la distinction entre le paucal, le pluriel et le double pluriel est souvent relative à l’objet en question. Par exemple, s’il est question d’oranges, le nombre paucal peut être inférieur à dix. En revanche, s’il est question de la population du pays, on peut utiliser ce nombre paucal pour nommer quelques centaines de milliers de personnes.
Les langues austronésiennes comme le sursurunga et le lihir possèdent un système de nombres grammaticaux très complexe, qui comporte les notions de singulier, duel, paucal, double-paucal et de pluriel.
Certaines langues slaves et baltes présentent des traces de duel et de paucal (à l’exception de certaines langues, comme le slovène, qui utilisent beaucoup le duel). Par exemple, le polonais et le russe utilisent différentes formes de noms avec les chiffres 2, 3 ou 4 (et les nombres plus grands qui se terminent par l’un de ces trois chiffres) qu’avec les chiffres 5 et supérieurs à 5 (génitif singulier en russe et nominatif pluriel en polonais dans le premier cas, génitif pluriel dans le deuxième cas).
Dans certaines langues, quelques noms ont une forme non marquée qui fait référence à des objets multiples, et une forme fléchie qui fait référence à un objet unique. On parle alors de nombre collectif et de nombre singulatif.

## La formation du pluriel
Une langue peut former le pluriel de ses noms à l’aide de différents types de flexions, en ajoutant des affixes (comme la terminaison s en français), ou une alternance vocalique. Certains noms n’ont pas de marques de pluriel, comme discours ou encore bus. Dans les langues qui utilisent un système de cas grammaticaux, comme le latin et le russe, les noms peuvent avoir non pas un seul pluriel mais plusieurs, en fonction des différents cas dans lesquels ils sont employés. La flexion peut avoir un effet sur de nombreux mots, et pas seulement sur le nom ; et le nom lui-même peut ne pas avoir besoin de pluriel si d’autres parties de la phrase indiquent déjà le pluriel.

## Le pluriel des autres catégories de mots
Dans la plupart des langues, les noms ne sont pas les seuls mots qui peuvent avoir une forme plurielle, qui se forme en accordant ces mots au pluriel des noms (ou à la phrase nominale). Un mot peut avoir dans les faits plusieurs formes plurielles, afin de rendre possible les accords simultanés au sein des autres catégories, telles que pour les cas grammaticaux, les personnes et les genres. De plus, cela permet de marquer des catégories appartenant au mot lui-même (comme le temps des verbes, le degré de comparaison des adjectifs, etc.).
Les verbes s’accordent souvent en nombre avec leur sujet. Ils s’accordent également en personne et parfois en genre. Un exemple en français est mangeons, mangez, mangent, respectivement les première, deuxième et troisième personnes du pluriel du verbe manger au présent de l’indicatif. En anglais, on fait une distinction à la troisième personne entre les formes comme eats (singulier) et eat (pluriel).
Les adjectifs peuvent s’accorder avec le nom qu’ils modifient

## Les noms invariables
Certains noms n’ont pas de pluriel. Dans de nombreuses langues, ces noms sont répertoriés dans la classe des noms indénombrables. Ces noms illustrent des concepts de masse ou abstraits, comme les mots air, information et  physique. Cependant, de nombreux noms de ce genre possèdent également des significations dénombrables ou existent dans d’autres contextes dans lesquels ils peuvent prendre une forme pluriel. Par exemple, le terme eau peut prendre une forme pluriel lorsqu’on parle d’eaux territoriales, ou encore dans certaines expressions comme perdre les eaux.
Certains noms existent exclusivement ou presque exclusivement au pluriel, comme le mot lunettes ou encore ciseaux. On appelle ces termes des plurale tantum.

## L’emploi du pluriel
En règle générale, on utilise le pluriel pour designer des quantités supérieures à un (et d’autres quantités représentées par d’autres nombres grammaticaux, comme les duels pour les langues qui les utilisent). Ainsi, on emploie fréquemment le pluriel avec des nombres supérieurs à un (deux chats, 101 chiens, quatre heures) et avec des quantités indéterminées de choses dénombrables (certains hommes, quelques gâteaux, combien de morceaux ?, les oiseaux ont des plumes). Cependant, les règles précises de l’emploi du pluriel sont propres à chaque langue. Par exemple, en russe, on emploie le génitif singulier plutôt que le pluriel après certains nombres (voir plus haut).
Il existe certaines différences lorsqu’on exprime une quantité égale à zéro. En effet, en français, on utilise le singulier après zéro. En anglais, en revanche, on utilise le pluriel dans des expressions comme no injuries (zéro blessure) et zero points (zéro point). En revanche, il arrive que le terme no (ainsi que zero dans certains contextes) prenne une forme au singulier. 
En anglais, on a également tendance à employer le pluriel avec les systèmes décimaux, même pour une quantité inférieure à un, comme 0.3 metres, 0.9 children. En français, les fractions inférieures à un sont généralement accordées au singulier 0,3 mètre, 0,9 enfant. En anglais comme en français, les nombres négatifs sont habituellement soumis au même traitement que les nombres positifs : -1 degré, -2 degrés. Là encore, les règles diffèrent selon les langues.
Dans certaines langues, les expressions qui semblent être au singulier dans la forme peuvent être considérées comme du pluriel si elles sont employées dans un sens pluriel. Par exemple, en anglais, on peut dire the government are agreed (le gouvernement a trouvé un accord), alors que government est au singulier et le verbe are au pluriel. En français, on trouve également cette forme dans l’expression La plupart des choses arrive. Il est possible d’accorder le verbe arriver avec la plupart (c’est ce qui est communément conseillé) ou avec des choses.

## Étiquetage morpho-syntaxique
Le système de l’étiquetage morpho-syntaxique sert à distinguer différents types de pluriel selon le contexte grammatical et sémantique. La résolution diffère. Par exemple, l’étiqueteur grammatical (environ 36 étiquettes) contient deux étiquettes : NNS - nom, pluriel, and NPS – nom propre, pluriel, tandis que l’étiqueteur CLAWS 7 (~149 étiquettes) en utilise six : NN2 – nom commun pluriel, NNL2 – nom locatif pluriel, NNO2 – nom numérique pluriel, NNT2 – nom temporel pluriel, NNU2 – unité de mesure pluriel, NP2 – nom propre pluriel.

## Par langue

### Français
- Pluriels irréguliers en français
- Pluriel des noms communs français en « ou »
- Pluriel en français de mots d'origine étrangère